# Лебедев, Александр Сергеевич
Алекса́ндр Серге́евич Ле́бедев (20 сентября 1884, г. Санкт-Петербург  — 15 февраля 1955, Пермь) — советский учёный-медик, доктор медицинских наук, профессор, проректор Пермского университета (1927–1928), профессор Пермского мединститута (1930–1940, 1946–1952). Организатор и руководитель клиники госпитальной терапии (1922–1940), главный терапевт (1949–1953) Перми.

## Биография
Родился в Петербурге, в семье врача. Окончил Введенскую гимназию в Петербурге (1902) и Военно-медицинскую академию (1908) со званием лекаря. Оставлен для усовершенствования на кафедре диагностики и общей терапии. В 1911 году (ему было 27 лет) защитил докторскую диссертацию и с 1912 года работал ассистентом кафедры внутренних болезней Петербургского института усовершенствования врачей на кафедре внутренних болезней под руководством профессора Г. Ю. Явейна.
В 1918 г. был избран на должность старшего ассистента кафедры диагностики внутренних болезней медицинского факультета Саратовского университета, а в 1920 г. возглавил кафедру инфекционных болезней в этом же университете.
5 декабря 1921 г. был избран профессором кафедры госпитальной терапии медицинского факультета Пермского университета и переехал в Пермь, где организовал в 1922 году клинику госпитальной терапии, которой руководил до 1940 года.
С 8 июня 1927 по 1928 — член правления университета, проректор, заведующий научно-учебной частью
После образования в 1930 г. мединститута преподавал на кафедре госпитальной терапевтической клиники, затем замещал должность директора пропедевтической клиники института.
С 1940 по 1945 годы работал в стоматологическом институте зав. кафедрой внутренних болезней, с 1946 по 1952 год вновь работал в мединституте профессором, зав. кафедрой пропедевтики внутренних болезней, продолжая работать по совместительству в стоматологическом институте до 1948 года.
В 1952 года в связи с ухудшением здоровья А. С. Лебедев оставил работу в институте, но до 1953 года продолжал деятельность в качестве главного терапевта города.

## Научная и административная деятельность
А. С. Лебедев пользовался большим авторитетом как клиницист и диагност. Он создал свою школу. Его ученики Н. Н. Дьяконов и А. В. Селезнёв стали профессорами, около 20 человек занимали должности доцентов и ассистентов.
А. С. Лебедевым и его сотрудниками опубликовано свыше 90 научных работ, под его руководством защищено 8 кандидатских диссертаций.
Ведущие научные интересы — болезни крови и процессы кроветворения, патология органов пищеварения, клиника ревматизма и др.
А. С. Лебедев был крупным администратором и активным общественным и деятелем.
В 1927/1928 учебном году был членом правления университета и заведовал научно-учебной частью.
В 1930-х годов А. С. Лебедев на базе терапевтического отделения Мотовилихинской больницы создал стационар для долечивания, без отрыва от производства, некоторых групп больных (после перенесенной пневмонии, с пороками сердца и др.) — прообраз современных санаториев-профилакториев.
В годы Великой Отечественной войны состоял консультантом поликлиники завода им. В. М. Молотова № 172, эвакогоспиталей № 3148 и № 1017, ПЖД.
В послевоенное время (с 1949 года) выполнял функции главного терапевта города, был консультантом во многих больницах и поликлиниках, эвакогоспиталях.
Избирался депутатом Молотовского городского Совета в 1934–1940 гг. Член Всесоюзного общества по распространению политических и научных знаний.

## Награды
- Знак «Ударник Сталинского призыва» (1945).
- Орден Трудового Красного Знамени (1945).
- Медаль «За доблестный труд в Великой Отечественной войне 1941—1945 гг.» (1945).
- Медаль «За победу над Германией в Великой Отечественной войне 1941—1945 гг.» (1946).
- Нагрудный знак "Отличнику здравоохранения" (1950).